# Nicolas Inaudi
Nicolas Inaudi (* 21. Januar 1978 in Chambéry) ist ein ehemaliger französischer Radrennfahrer.
Nicolas Inaudi begann seine Karriere 2001 bei dem französischen Radsportteam Ag2r Prévoyance, nachdem er dort im Vorjahr als Stagiaire fuhr. 2004 wurde er Zweiter beim Grand Prix Tallinn. Bei der Trophée des Grimpeurs 2005 wurde er Dritter. Inaudi nahm an der Vuelta a España 2004 und dem Giro d’Italia 2005 teil, konnte diese Rennen aber nicht beenden. Im Jahr 2007 hatte er keinen Vertrag bei einem UCI-Team und konnte in diesem Jahr die Gesamtwertung der Tour de Chablais, einer Rundfahrten des französischen Rennkalenders, gewinnen.

## Teams
- 2001–2004 Ag2r Prévoyance
- 2005–2006 Cofidis
- 2008 Differdange-Apiflo Vacances